# 真夜中にKiss
『真夜中にKiss』（まよなかにキス）は、持田あきによる日本の漫画作品。
『りぼん』（集英社）にて2007年4月号から12月号にかけて連載された。全9話。単行本は同社のりぼんマスコットコミックスから全2巻。

## あらすじ
高校1年生の名取ののは、母と弟の3人暮らし。父は1年前に他界したが、忙しいながら平凡に暮らしていた。しかし、ある日突然母が一流企業・一条家の社長と再婚。ののはいきなり大豪邸のお嬢様になってしまう。最初は恋人や友達に妬まれ、自分を見失いそうになるが、一条家の跡取り息子・一条和臣に気に入られ、ののは一条家伝説のクイーンを目指し始める。

## 登場人物
一条のの（名取のの）
本作の主人公。高校1年生。平凡な生活から一転、大豪邸のお嬢様になる。一臣に素質を見込まれ、一条家伝説の「クイーン」を目指す。和臣とは義理の姉弟。連載中2人の恋愛についてはあまり記述はないが、最終回で描かれた10年後の一条家では、その後の2人の関係を暗示させる内容が描かれている。
一条和臣
本作のもう1人の主人公。高校1年生。一条家の跡取り息子。基本的に笑わないクールな性格。最初にのののクイーンとしての素質を認め、一流の世界へ導く。マシュマロが好物のようで、連載の中にも彼がマシュマロを食べている姿がよく描かれている。
一条隼人　
和臣の父。ののの義父。一条グループの社長。
一条あやめ（名取あやめ）　
ののの母。隼人と結婚する。
一条拓海（名取拓海）
ののの実弟。したたかな性格。
ちる
ののの愛猫。
一条十和子
和臣の祖母。のののクイーンとしての資質を認め、後押しする。
一条百合子　
一条家伝説のクイーン。十和子の母。初代の妻。元一般人。
名取栄一
ののの実父。1年前に他界。ののに人としての様々な大事なことを教えた。
落合成実　
一条家の運転手。普段はサングラスをかけている。ののとは結構仲が良い。津田克也とは「心の恋人」らしい。元レーサーだが、怪我をして夢を諦める。失望していた時に隼人と出会い、励まされる。以来、一条家に仕えている。
三枝亜珠　
三枝財閥の令嬢。和臣に片思いしており、ののを目の敵にする。
四方樹里　
四方邸の息子。生まれつき体が弱く、常に自分を卑下してきたが、ののに助けられる。
四方いちる　
樹里の妹。兄の思いを言わないよう、自分の意思で口が利けないふりをしてきた。